# Виннуська сільська рада (Тартуський район)
Ви́ннуська сільська рада (ест. Võnnu külanõukogu, рос. Выннуский сельский совет) — сільська рада в Естонській РСР  та Естонській Республіці, адміністративно-територіальна одиниця в складі повіту Тартумаа (1945—1950, 1990—1991) та Тартуського району (1950—1990).

## Географічні дані
Сільська рада розташовувалася в південно-східній частині Тартуського району.
У 1976 році площа сільради складала 303 км2.
Населення за роками

## Населені пункти
Адміністративний центр — селище Винну, що розташовувалося на відстані 26 км на південний схід від міста Тарту.
Станом на 1989 рік Виннуській сільській раді підпорядковувалися сільське селище Винну (Võnnu alevik) та 12 сіл: Агунапалу (Ahunapalu), Аґалі (Agali), Гаммасте (Hammaste), Імсте (Imste), Іссаку (Issaku), Канну (Kannu), Кинну (Kõnnu), Куріста (Kurista), Лійспиллу (Liispõllu), Ляеністе (Lääniste), Рооксе (Rookse), Терікесте (Terikeste).
Під час адміністративної реформи 1975—77 років на території сільради шляхом приєднання до сусідніх населених пунктів ліквідовані села: Ібасте (Ibaste), Палукюла (Paluküla), Соотаґа (Sootaga).

## Землекористування
1954 року в межах території сільради землями користувалися колгоспи: «Езімене Май» («Перше Травня», «Esimene Mai»), ім. Молотова, ім. 21 червня, «Більшовик» («Bolševik») та «Нимме» («Nõmme»).
1976 року 26% території сільради займали землі Виннуського радгоспу.

## Історія

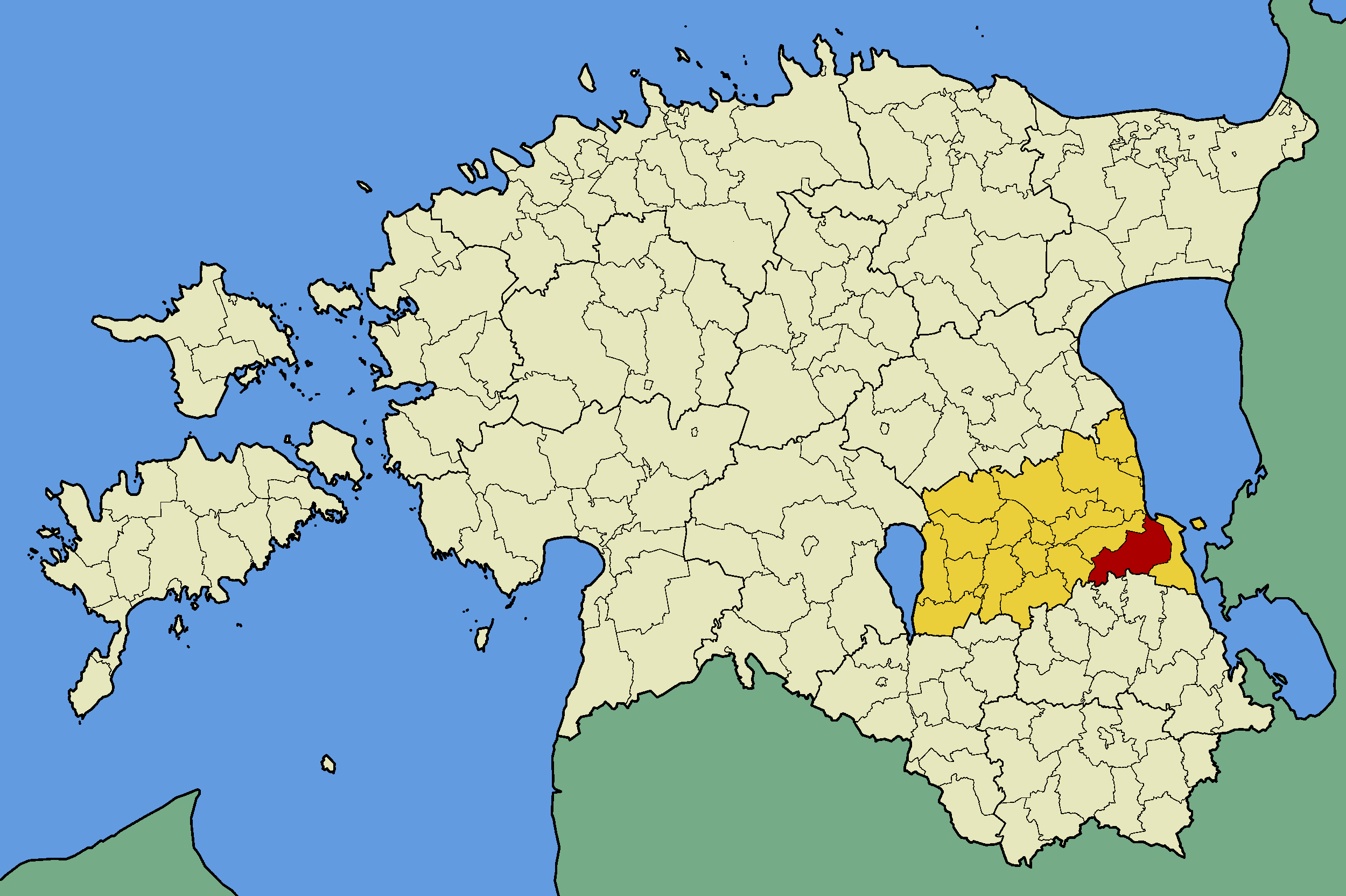
Волость Винну після 1991 року

13 вересня 1945 року на території волості Винну в Тартуському повіті утворена Виннуська сільська рада з центром у поселенні Винну. Головою сільської ради обраний Едуард Лютті (Eduard Lütti), секретарем —  Мелані Палк (Melanie Palk).
26 вересня 1950 року, після скасування в Естонській РСР повітового та волосного поділу, сільська рада ввійшла до складу новоутвореного Тартуського сільського району.
17 червня 1954 року в процесі укрупнення сільських рад територія сільради збільшилася внаслідок приєднання земель ліквідованих Курістаської та Киннуської сільських рад.
16 травня 1991 року Виннуська сільська рада Тартуського повіту перетворена у волость Винну з отриманням статусу самоврядування.